# Meet the Feebles
El delirante mundo de los Feebles (en inglés Meet The Feebles) (1989) es una comedia de humor negro del director Peter Jackson y presenta unas marionetas al estilo de Jim Henson en una perversa sátira cómica. Así como los Muppets de Henson, los Feebles son marionetas con forma de animales (aunque algunos eran de personas en trajes) reunidos como miembros de una compañía de teatro. Además, mientras que los Muppets de Henson caracterizan la positividad, la ingenuidad, y la inocencia en la humanidad, los Feebles por otro lado, muestran la presente negatividad, el vicio, y otras características típicas del misántropo. La película se ha convertido en un clásico, y goza de gran popularidad desde el éxito de Jackson con la trilogía cinematográfica de El señor de los anillos. Durante su discurso de aceptación durante los Premios de la Academia 2004, Peter Jackson, mencionó la película, y señaló que había sido "sabiamente pasada por alto por la Academia."
En España fue estrenada en los cines en 1992 y fue distribuida en VHS y en DVD por Filmax.

## Producción
El rodaje había sido pensado originalmente como parte de una serie de televisión, fue más tarde, cuando unos inversionistas japoneses proponen realizar un rodaje más largo que, se convirtió en una película y el guion fue rápidamente reescrito. Los diálogos fueron grabados antes de que comenzara el rodaje. Aunque fue producida con un presupuesto muy bajo, teniendo en cuenta el largo proceso que se tiene al trabajar con títeres, la película pasó por encima del presupuesto y rebasó los tiempos de grabación. Algunas escenas, como el flashback de Vietnam, fueron financiados por miembros del equipo de filmación, filmándolo en secreto bajo el título de «Las ranas de la guerra». El flashback de Vietnam incluye un juego de ruleta rusa como una parodia de El cazador.
A menudo se afirma, equivocadamente, que no hay personajes humanos en la película; el personaje de Abi es un ser humano, lo que no existe son personajes interpretados por personas reales, aunque Peter Jackson tiene un cameo como miembro del público vestido como un alienígena de su película Mal gusto.
Cada vehículo que aparece en la película es una variación del Morris minor, incluyendo una limusina especialmente construida para el rodaje. El Morris Minor también aparecen en otras películas de Jackson como en Mal gusto y  Muertos de miedo. Según Internet Movie Database, el equipo de producción no pudo conseguir municiones falsas para la ametralladora M60 que se utiliza en la película, por lo que el arma se disparó utilizando municiones reales.

### Lista de personajes
- 'Robert (Wobert)' (erizo) - El nuevo miembro de la compañía, se enamora de Lucile. Tiene un trastorno del habla de menor importancia: Pronuncia la letra «r» como un sonido similar a la letra «w».
- Bletch (Morsa) - El jefe de villanos de la compañía. Es el productor de la compañía Feebles, corre porno y las empresas de drogas en el costado, y es malo también. Él está en una relación a largo plazo con Heidi, mientras tiene un amorío con Samantha. Al final es asesinado por Heidi de un balazo en la boca.
- 'Heidi' (Hipopótamo) - La cantante y bailarina, ella es la gran estrella del espectáculo. Ella tiene una relación con Bletch. Sufre de trastorno bipolar y cuando está alterada, come en exceso.
- 'Lucile' (poodle) - Corista que se enamora de Robert después de que él la corteja. En un momento, Trevor la droga e intenta violarla.
- 'Trevor' (rata) - Es el principal ayudante de Bletch. Dirige la pornografía y gestiona el negocio de las drogas de manera clandestina y es asesinado por Heidi.
- 'Arthur' (gusano) - Es el director de escena agradable. Su apariencia se asemeja a un gusano libro. Es un ávido fumador de puros.
- 'Sebastián' (Zorro) - El escenógrafo de la homosexualidad con una inclinación por sodomía - incluyendo una canción completa al respecto. Se presume que perdió un ojo durante los eventos de la película ya que en el epílogo de los personajes supervivientes se le muestra con un parche en el ojo.
- 'Wynyard' (rana) - Adicto a «todos los barbitúrico conocidos por el hombre». Él es un veterano de Vietnam que tiene flashbacks sobre la guerra y lanza cuchillos para el espectáculo. Accidentalmente se mata a sí mismo durante su desempeño de lanzar cuchillos. Él podría ser una parodia de la Kermit the Frog, y también la reverendo Jim personaje representado por Christopher Lloyd de la serie de televisiónTaxi.
- 'Samantha' (gato) - Una bailarina y amante de Bletch.
- 'Harry' (conejo) -  Un conejo con serios problemas relacionados con la sexualidad. En la película se muestra que contrae la enfermedad mortal "la innombrable"o «the big one» en inglés STD. En la trama afirma que es mixomatosis, pero Harry más tarde descubre que es sólo «la viruela del conejo».
- 'Fly-en-el-cielo' (mosca) - Estereotipo de paparazzo empeñado en romper la historia de Harry. Después de que lo publica, Bletch y Trevor lo atrapan, rasgan sus alas y lo arrojan a un inodoro.
- 'Sidney (Sid)' (elefante) - Es el entrenador de animales que piensa que tiene mala suerte. A pesar de que inicialmente niega ser el padre de Seymour, cuando Seymour está amenazada de muerte en la masacre que cierra la película, Sid lo reconoce y corre a su rescate.
- 'Sandy' (Gallina) - ¿Es Sid el padre de Seymour?. Sid niega a Sandy que sea hijo suyo, por lo que Sandy le puso una demanda de paternidad.
- 'Seymour' (híbrido) - El bebé de Sidney y Sandy. Es un híbrido mitad elefante y pollo.
- 'Barry' (bulldog) - Es el chofer y ayudante de Bletch. Al ir a los muelles con Bletch y Trevor para obtener las drogas, una gran araña le muerde la cabeza.
- 'Dennis' (ya sea un oso hormiguero o el oso hormiguero) - Después de que El masoquista enmascarado muere, Trevor lo convence de tomar parte en la película porno. Parece que el semen gotea de la nariz y tiene una inclinación para oler bragas. Fallece al inhalar  bórax ofrecido por Bletch.
- 'Abi' (humano) - El único personaje humano, un indú encantador de serpientes y contorsionista que físicamente parece ser una parodia de Gandhi. Se le atora la cabeza en su recto al hacer una contorsión y después, cuando se la saca, una cama de clavos lo aplasta.
- 'Cedric' (jabalí) - Un jabalí escocés que forma parte de una gran banda criminal, es un jugador de golf y trata de engañar a Bletch en un asunto de drogas dándole mercancía falsa. Pierde la vida cuando Barry le clava un cuchillo.
- 'Louie' (perro) - Cómplice de Cedric como un  estereotipo "perro flaco". Es asesinado cuando se le hace ingerir bórax por Bletch después de descubrir que el tráfico de drogas era una estafa.
- 'Sr. Grandes '(ballena) - Es el jefe de Cedric y Louie. Aparece cerrándoles el paso a Bletch y Trevor destruyendo el puente por lo que Bletch ordena a Trevor a conducir el coche a través de la boca del señor Grandes viajando en su interior y saliendo por su ano escapando.
- 'Señora de bovino o Daisy' (vaca) - Una vaca actriz pornografica que ha protagonizado varias películas para Trevor y Bletch. Ella nunca se ve de nuevo después de la filmación de la porno con Dennis.
- ' "El masoquista enmascarado"' (weta) - El actor en el porno de Trevor. Muere después de que la señora bovinola se sienta sobre él, sin saberlo, le aplasta la cara y le ahoga. Trevor alimenta a su cuerpo a una ballena monstruosa criatura parecida.
- 'Dorothy' (perro) - Uno de los pocos personajes de menor importancia de la compañía de teatro que se le da un nombre. Su nombre es mencionado por Heidi antes del debut de la serie.
- 'Dr. Quack '(pato) - Médico de Harry, quien le dijo a Harry sobre su enfermedad, pero más tarde le dijo la verdad cuando se enteró de lo que realmente fue.
- A Jesucristo-como el personaje en el universo Feebles parece ser un Kermit the Frog-como la rana. Esto se muestra en la forma de un crucifijo en manos de Harry cuando está orando a Dios para recuperarse de su enfermedad.

Al final se ve Heidi ir en un tiroteo con un ametralladora M60 y el asesinato de Samantha, Harry, Abi, Sandy, Dorothy, Trevor y Bletch, entre otros supervivientes (sin nombre) de los miembros de la compañía. Hay una secuencia breve epílogo en el que se muestra el destino de los supervivientes notables. Sydney fue sometido a varías cirugía para reparar su rótula de la rodilla  y ha empezado una nueva vida horticultor con su hijo de Seymour. Arthur recibió una Orden del Imperio Británico por su servicio permanente en el teatro y se retiró del país. Sebastián escribió una libro sobre la película de los acontecimientos que, se indica, puede ser menos que exacta, y está negociando actualmente la derechos de la película. Robert y Lucile se casaron, formaron una familia y Robert se convirtió en un fotógrafo profesional para una revista femenina. Heidi pasó una década en una penitenciaria para mujeres, fue rehabilitada en la comunidad y ahora trabaja bajo una nueva identidad en un gran supermercado.

## Resúmenes
La trama sigue varias historias secundarias interconectadas.

### Love Triangle
La película comienza con un ensayo general de los artistas antes del show. Al acabar Heidi, la estrella principal, es insultada por Trevor por lo que sale corriendo hacia el despacho de Bletch para quejarse. Este se encuentra teniendo relaciones sexuales con Samantha, una de las bailarinas en su despacho, por lo que oculta la cita ante la presencia de Heidi. Aunque Bletch no siente ya atracción física por Heidi, la consuela ya que necesita de su talento en el show.
Más tarde Heidi sale a correr por la ciudad y al llegar al teatro se encuentra con Samantha, quién insulta a Heidi, alegando que Bletch a quien realmente quiere es a ella y diciéndole que está acabada. Angustiada, Heidi ahoga sus penas en un pastel de chocolate entero mientras recuerda su pasado romance con Bletch en un flashback blanco y negro durante sus días como cantante de salón. Sumida en una depresión se dirige a una pastelería para consolarse comiendo más pasteles. Más tarde en el ensayo, los dulces causan que Heidi arrase con el conjunto durante el ensayo del show mediante algunas flatulencias y destrucción de parte del decorado. Sebastián, el director del show, le recrimina por comer en exceso y por lo tanto arruinar el ensayo.
Heidi de nuevo corre a Bletch buscando apoyo emocional, pero no es capaz de evitar ver a Samantha realizandole sexo oral. Heidi huye y se encierra en su habitación negándose a participar en el show, pero cede después de que Bletch le declare su amor y tenga relaciones sexuales con ella.
El rendimiento de Heidi en el show asegura a los Feebles una serie de consorcios para el futuro y resulta ser un gran éxito. Poco después, Heidi intenta seducir a Bletch en su oficina, pero él la rechaza completamente diciéndole que Samantha ahora será la estrella del espectáculo y que están juntos. Lamentablemente, Bletch no es consciente del estado mental de Heidi, extremadamente frágil. Ella huye y por el camino todos los artistas se burlan de ella (todo es producto de su mente). En su camerino intenta quitarse la vida ahorcándose de la lámpara pero no lo consigue al romper la cuerda con su peso. Ante su suicidio fallido intenta quitarse la vida con una de las armas de Bletch. Sin embargo Samantha entra antes de que apriete el gatillo, ante el desprecio que muestra hacia ella, Heidi dispara hasta matarla, lo que acaba de quebrar su mente provocando una masacre en el show.

### Robert y Lucile
Robert el erizo se presenta para su primer día como miembro del reparto, y es abordado por la mosca de la prensa rosa, quién menciona Robert que puede obtener ingresos extras si le proporciona información "suculenta".
Arthur el gusano lo rescata y le muestra todo el teatro y al reparto, donde Robert ve a Lucile, una adorable y linda perrita, por primera vez. A pesar del miedo que siente al intentar hablar con ella por primera vez, más tarde toma el suficiente valor para invitarla a salir y terminan enamorándose. Sin embargo Trevor la rata, quién está rodando películas pornográficas a escondidas del resto del reparto, se encapricha de Lucile y la droga (con la intención de que participe en sus películas) e intenta tener relaciones con ella. Robert entra justo al camerino impidiendo que Trevor consume la violación, pero interpreta erróneamente la situación creyendo que Trevor y Lucile habían tenido relaciones, y termina su relación con ella. 
Más tarde, después de que Robert la salva de la masacre cometida por Heidi, Lucile le cuenta a Robert la verdad del "incidente" con Trevor, por lo que Robert ataca a Trevor durante el tiroteo, provocando que este sea asesinado por Heidi. Finalmente ambos logran sobrevivir al tiroteo casándose y teniendo hijos.

### The Big One
Dennis se muestra espiando a Harry en un trío con dos conejos hembra. Harry se siente físicamente enfermo después de este episodio y es acosado por la mosca, que se supone que tiene una enfermedad de transmisión sexual (ETS) y desea publicar el escándalo. El Dr Quack diagnostica Harry con "The Big One". Después de vomitar todo el escenario durante la presentación en vivo, finalmente se entera de que sólo tiene "la viruela del conejo". Desafortunadamente, mientras regocijea con la noticia de que "The Big One" no es la causa de su muerte, la cabeza de Harry es destrozada por bala a lo largo de la masacre de de Heidi. The Fly publica el escándalo en un tabloide local - para consternación de Bletch, que probablemente quiere evitar la publicidad negativa sobre el modelo. Trevor atrae a la mosca en el baño, donde las Bletch le corta sus alas a la mosca y la lanza en el inodoro.

### Sexcapades
Trevor está filmando una película porno en el sótano con el masoquista enmascarados y la Señora de bovino. Ambos son interrumpidos por Robert, que tras unos errores de la escena y confundir que la señora bovino estaba siendo torturada trata de salvar a la vaca, que a su vez, accidentalmente aplasta el masoquista enmascarado, matándolo. Trevor después lo reemplaza con Dennis (que tiene un hocico semejante a los genitales masculinos) para realizar "sexo nasal" en la Señora de bovino.

### El tráfico de drogas
Trevor es abordado por un mocoso Wynyard en busca de su dosis, pero las drogas no han sido entregadas. Bletch más tarde se muestra en un campo de golf para consumar un acuerdo con Cedric. Sin embargo, tras el ensayo con Dennis, los medicamentos proporcionados por Cedric resultar bórax, enfureciendo Bletch. Louie (quien es socio de Cedric) es, literalmente, derretido después de haber sido obligado a consumir una gran cantidad de bórix por los esbirros de Bletch.
Bletch junto con Trevor y Barry se dirigen al muelle para recuperar la droga verdadera mientras luchan con Cedric y sus cangrejos tripulantes. El lado Bletch prevalece después de que Barry asesinara Cedric y los cangrejos, las maniobras despiertan a una araña enorme quien en un ataque de furia decapita a Barry, y persigue a Bletch aunque gracias a Trevor logran deshacerse de esta. 

### El Show
Mientras que el elenco realiza un número de ópera, Sebastián fustiga a Robert por su parte no actuar como extra en el escenario. Como castigo, Robert asume la tarea de ser asistente de Wynyard, que acaba de ser asesinado por un lanzamiento de cuchillo mal logrado por parte de Wynyard. Robert quien va a ver a Wynyard para poder ensayar el acto le cuenta una historia de horror sobre su estancia en Vietnam (que se muestra como una parodia flashback de la película The Deer Hunter). Al finalizar le pide un poco de dinero para su "Asociación de Veteranos de Vietnam" Finalmente consigue su dosis de Trevor y se inyecta en un profundo sueño.
Los actos se desintegran gradualmente - Heidi casi destruye el conjunto de estropear un columpio, el místico indio incapacita a sí mismo por su cabeza retorciéndose en el recto, y Tribble Sid, como mascotas son aplastados por barril. Al ver su espectáculo en ruinas, Sebastian trata de convencer a Bletch función de su rendimiento personal, el número de sexo explícito "sodomía". Esta es sumariamente rechazada por Bletch, que físicamente arroja a Sebastián de su oficina. Sebastián decide utilizar el número de todos modos y lo realiza en frente de la audiencia en vivo, para horror de Bletch.

### El elefante y la de pollo
Sandy acusa a Sid de ser el padre de su bebé de elefante de pollo, para su consternación y rechazo. Durante el show en vivo, Sandy nuevamente aborda a Sid en el escenario con la demanda de paternidad. Durante un fuego cruzado posterior a la escena trágica, Sandy trata de mantener a salvo a su hijo, aunque es decapitada por una tormetna de balas ocasionada por Heidi, Sid en un acto de heroísmo logra reconocer y proteger a su hijo a costo de dos heridas sangrientas en la rodilla.

### La culminación
Si bien el show en vivo se lleva aplausos por el público y va teniendo un buen rating, Heidi durante su intento de suicidio por ahorcamiento, no lo logra debido a su peso que se rompe la lámpara del techo y la hace caer por el suelo. Ella lograr robar una ametralladora de la oficina de Bletch y trata de suicidarse, pero en el último momento, Samantha aparece y se burla de ella. Tras un impulso de odio y rencor decide asesinar a Samantha con el arma, ocasionando una masacre y matando a gran parte del elenco. Finalmente se encuentra Bletch y tras un intercambio de plabras termina disparandólo en su boca, aunque se siente terriblemente culpable de hacerlo. Dándose cuenta de que ella mató a su amor, ella renuncia a su arma y tristemente canta "Jardín de Amor", que lleva al epílogo y los créditos.

## Reparto (sólo voz)
- Donna Akersten como Samantha la prueba CAT / The Sheep.
- Stuart Devenie como Sebastián / Quack Dr. / Daisy, la arena / la vaca del pollo.
- Mark Hadlow como Heidi / Robert / Barry el Bulldog.
- Brian Sergent como el Wynyard Trevor / Frog el Rat / The Fly.
- Peter Vere-Jones como Bletch Arthur el gusano.
- Mark Wright como Sid el elefante / El Louie / Cucaracha de Pesca.
- Danny Mulheron como Heidi el Hipopótamo.
- Jay Snowfield como el hombre Killer.
- Doug Wren como Bletch.

## Recepción de la crítica
Durante su estreno limitado en América del Norte en 2002, el crítico de James Berardinelli señaló: "Estos personajes tienen... una historia obscenamente fuera de lo común, son repugnantes y sarcásticamente divertidos. Para ver Meet the Feebles , debe gustarte lo desagradable y poseer un sentido del humor retorcido. Su innovadora propuesta hace parecer simplón el humor de Monty Python". Rachel Sanders los considera, alternativamente, repugnantes y magníficos. Rotten Tomatoes le da una calificación de 76%, basado en 20 comentarios (en junio de 2009).